# Adolfo Castiñeyra
Adolfo Castiñeyra Boloix (Córdoba, 3 de abril de 1856-Córdoba, 14 de junio de 1920) fue un arquitecto español que desarrolló su carrera a caballo entre los siglos XIX y XX. Autor de numerosos edificios, está considerado como el principal arquitecto modernista de Córdoba y su provincia.
Cursó estudios de arquitectura en Madrid, y tras una breve estancia en la capital, regresó a su ciudad natal, donde desarrolló el grueso de su carrera profesional. Llegó a ostentar los cargos de segundo arquitecto del Ayuntamiento, arquitecto de la Diputación y arquitecto del Obispado, además de director de la Escuela de Artes y Oficios. Tuvo un papel destacado en el desarrollo de la arquitectura modernista en Córdoba, siendo así mismo autor de destacados edificios adscritos a este estilo.

## Biografía

### Juventud y formación
Nació en Córdoba en 1856, en el seno de una familia acomodada. Su madre fue Purificación Boloix, nacida en Málaga, y su padre fue Mariano Castiñeyra, maestro de obras oriundo de Palma del Río, por lo que ya desde su infancia estuvo relacionado con la arquitectura. Tres días después de su nacimiento fue bautizado en la capilla del Sagrario de la Mezquita-catedral de Córdoba. En su juventud se trasladó a Madrid, donde estudió arquitectura en la escuela de la Real Academia de Bellas Artes de San Fernando. Obtuvo el título de arquitecto el 30 de agosto de 1888, a la edad de 32 años. En la capital comenzó sus primeros trabajos como arquitecto ayudante, por ejemplo, en las obras de la Biblioteca Nacional y en los Museos Estatales. Allí también contrajo matrimonio con la puertorriqueña María del Carmen Alfonzo en 1881, con la que tuvo cuatro hijos.

### Regreso a Córdoba
Castiñeyra regresó a Córdoba en 1891, fecha en la cual consiguió plaza como arquitecto de segunda del Ayuntamiento de Córdoba y pasó a trabajar para el arquitecto Pedro Alonso Gutiérrez, el más célebre en la ciudad en ese momento. Ese mismo año redactó una memoria urbanística en la que proponía que los nuevos proyectos llevados a cabo en la ciudad se acogieran a la Ley de Ensanches. En 1892 fue designado director de la Escuela de Artes y Oficios, donde también ejerció la docencia. En 1893 consiguió la plaza de arquitecto titular de la Diputación de Córdoba, lo que supuso que ampliase su campo de actuación al ámbito provincial. Asimismo, ejerció como arquitecto para la Diócesis de Córdoba en proyectos como la restauración de la Iglesia de San Pablo en Córdoba (1897-1903), en cuyos trabajos intervino junto al escultor Mateo Inurria.

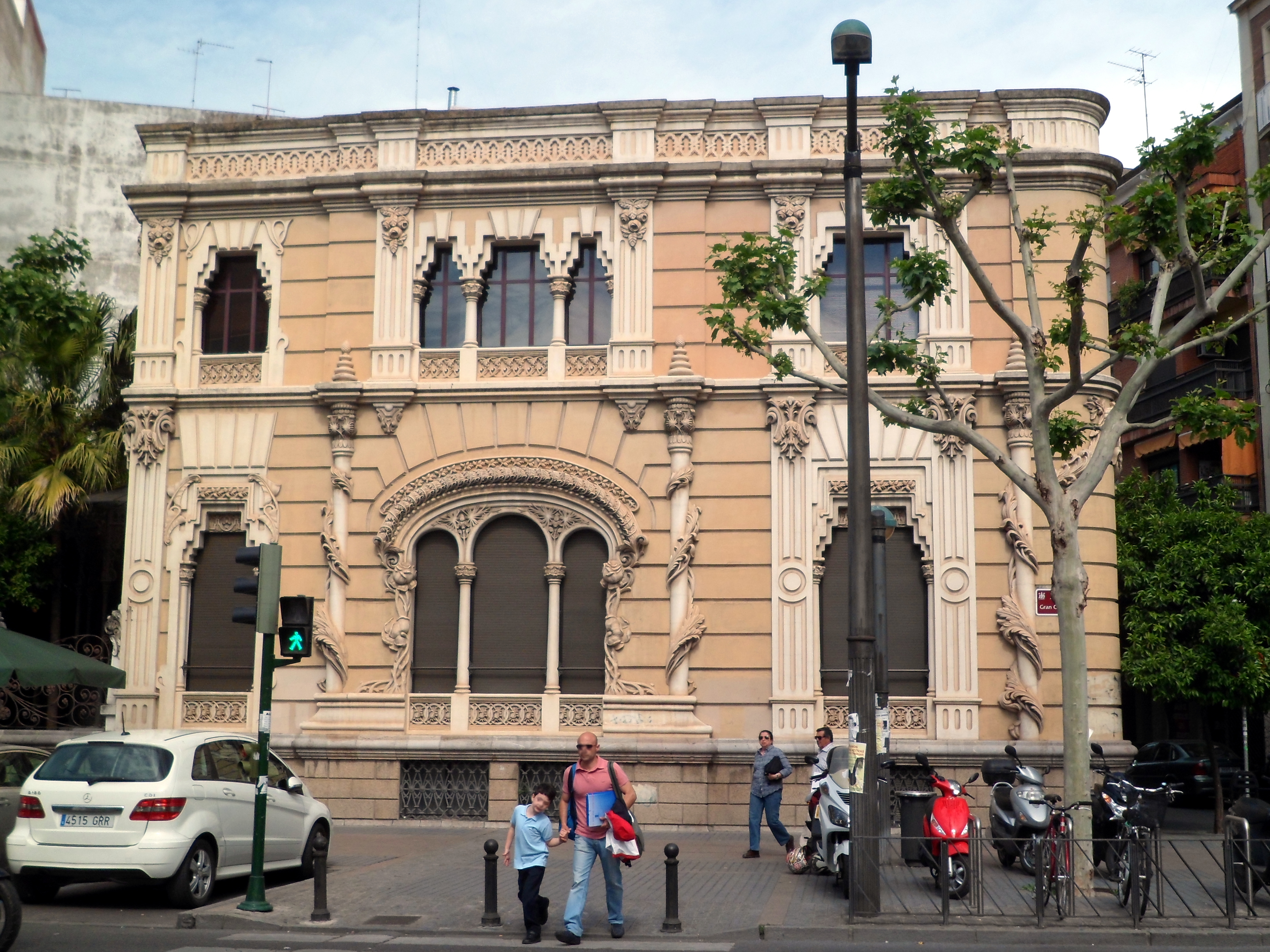
Palacete Teófilo Álvarez Cid.

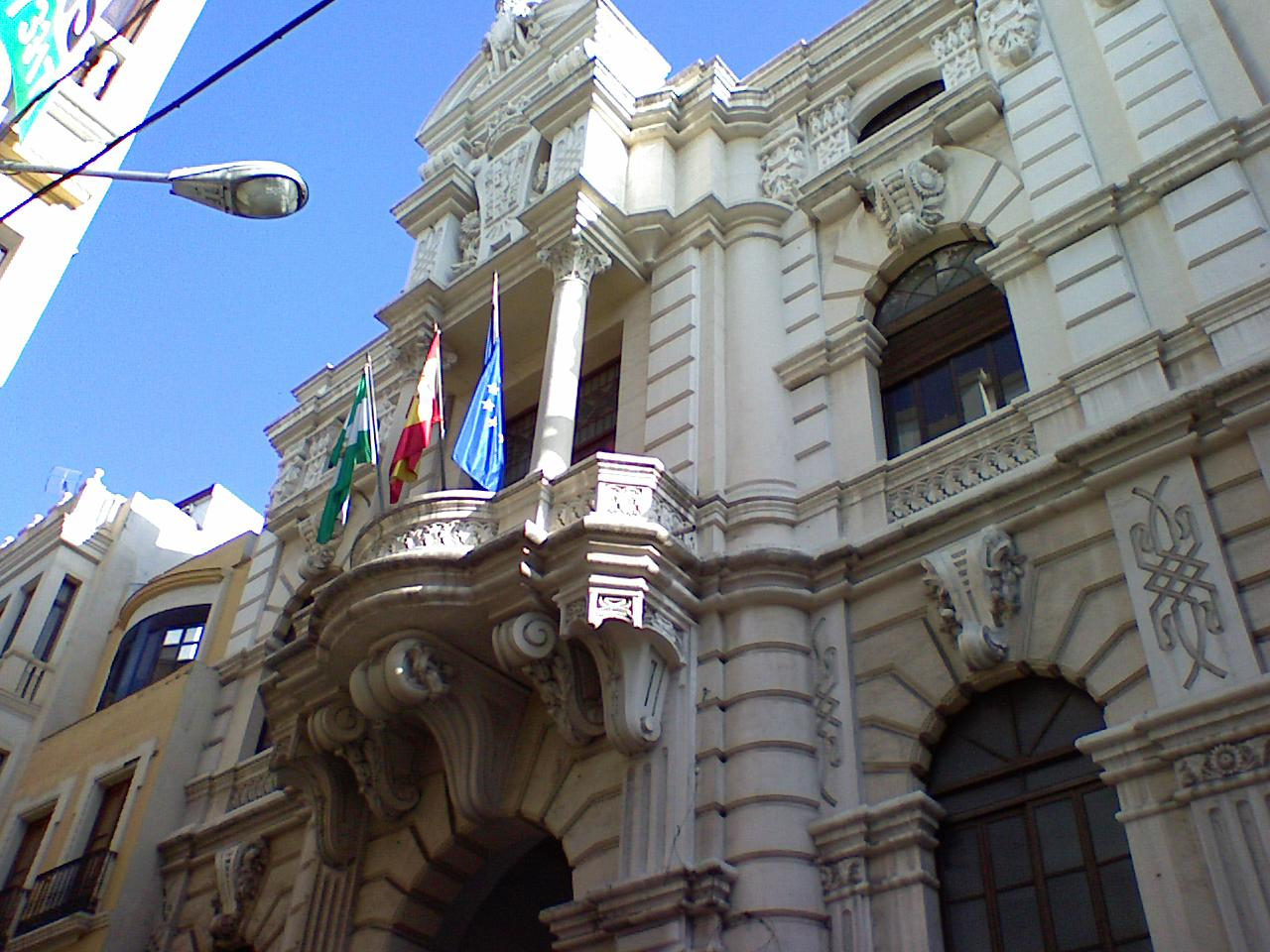
Fachada del IES Maimónides, antiguo Gobierno Civil.

Su primera obra documentada en Córdoba, fechada en 1891, consistió en la reforma de la fachada de una casa sita en el número 106 en la calle de Santa María de Gracia. Con la entrada de siglo XX su actividad profesional se incrementó de forma exponencial, siendo autor de numerosas viviendas particulares. Ello coincidió en el tiempo con la llegada a la ciudad del modernismo y su influencia en la arquitectura local, estilo del cual beberían muchos de sus trabajos. Castiñeyra tuvo un papel importante en la reforma de la calle Claudio Marcelo, operación que incluyó la construcción de nuevas edificaciones entre 1910 y 1912. En las cercanías Castiñeyra proyectó la nueva sede del Gobierno Civil y la Diputación, levantada entre 1906 y 1908. De su autoría son también varias viviendas de estilo modernista que se levantaron en la avenida del Gran Capitán, de entre las cuales sobresale el Palacete Teófilo Álvarez Cid (1907). 
De forma paralela a sus trabajos en la capital, la actividad de Castiñeyra se desplegó igualmente por la provincia. En Villanueva de Córdoba fue autor del proyecto de escuelas elementales (1902), mientras que en Añora redactó el proyecto de cementerio municipal (1903). También en Torrecampo dejó su impronta con varios edificios. En Pozoblanco su obra más destacada fue la nueva prisión del partido judicial, innovadora en cuanto a su diseño. Llegaría a redactar un proyecto para escuelas en dicha localidad, si bien estas no se llegaron a construir. En el campo de la arquitectura religiosa, estuvo a cargo de finalizar la Iglesia de la Inmaculada en Villa del Río (1894) y dirigió la restauración de la iglesia de San Mateo en Lucena (1898). Asimismo, fue autor de la Iglesia de Santa Bárbara en Peñarroya-Pueblonuevo (1913).

### Otras actividades
Debido a su labor como arquitecto, Castiñeyra llegó a gozar en su momento de prestigio profesional. Durante algún tiempo llegó a colaborar con el Diario de Córdoba escribiendo artículos sobre temas urbanísticos y desde 1900 fue miembro de la Real Academia de Ciencias, Bellas Letras y Nobles Artes de Córdoba. Así mismo, llegó a ejercer como vocal de la Agrupación Regional de Arquitectos de Andalucía. Castiñeyra falleció en Córdoba el 14 de junio de 1920, habiéndose casado en segundas nupcias con María de los Ángeles Justa Rey.

## Estilo y obra
La figura de Adolfo Castiñeyra ha estado tradicionalmente muy ligada con el desarrollo de la arquitectura modernista en la ciudad de Córdoba, habiendo llegado a ser considerado como el «principal agente conductor del nuevo estilo en la ciudad». La llegada del modernismo a la capital cordobesa, a comienzos del siglo XX, coincidió en el tiempo con su etapa de madurez profesional. Sin embargo, Alberto Villar Movellán atribuye a Castiñeyra una escasa implicación con el lenguaje estético modernista, circunstancia que habría derivado en un estilo ecléctico muy ligado a su formación. Su estilo personal llegó a distinguirse «por la ampulosidad, por el abarrocamiento de las formas plásticas adheridas a la piel de la fachada».
Su legado arquitectónico abarca desde viviendas particulares a edificios públicos y edificios religiosos. Dentro de la categoría de obras modernistas, su primer trabajo que incorporaba este lenguaje arquitectónico fue un edificio de viviendas para la Condesa Viuda de Cárdenas, proyectado en 1903 y sito en Puerta Gallegos. De esta primera etapa destacaría igualmente la Casa Escribano (1904), vivienda de estilo burgués y con una fachada de gusto afrancesado. Castiñeyra también ensayó otros estilos, como el llamado «regionalismo neomudéjar», que lo probó en la Casa Garzón (1909) sita en el n.º 127 de la calle Cardenal González —actual Corregidor Luis de la Cerda—. Este proyecto consistió en la rehabilitación de una vivienda para el fotógrafo granadino Rafael Garzón, que instaló en ella un estudio fotográfico. Volvería a repetir este estilo en la casa para Santiago Botí (1916) de la calle Enrique Redel, adobando la fachada con cerámica vidriada según la forma que era habitual en Huelva.

#### Obras principales

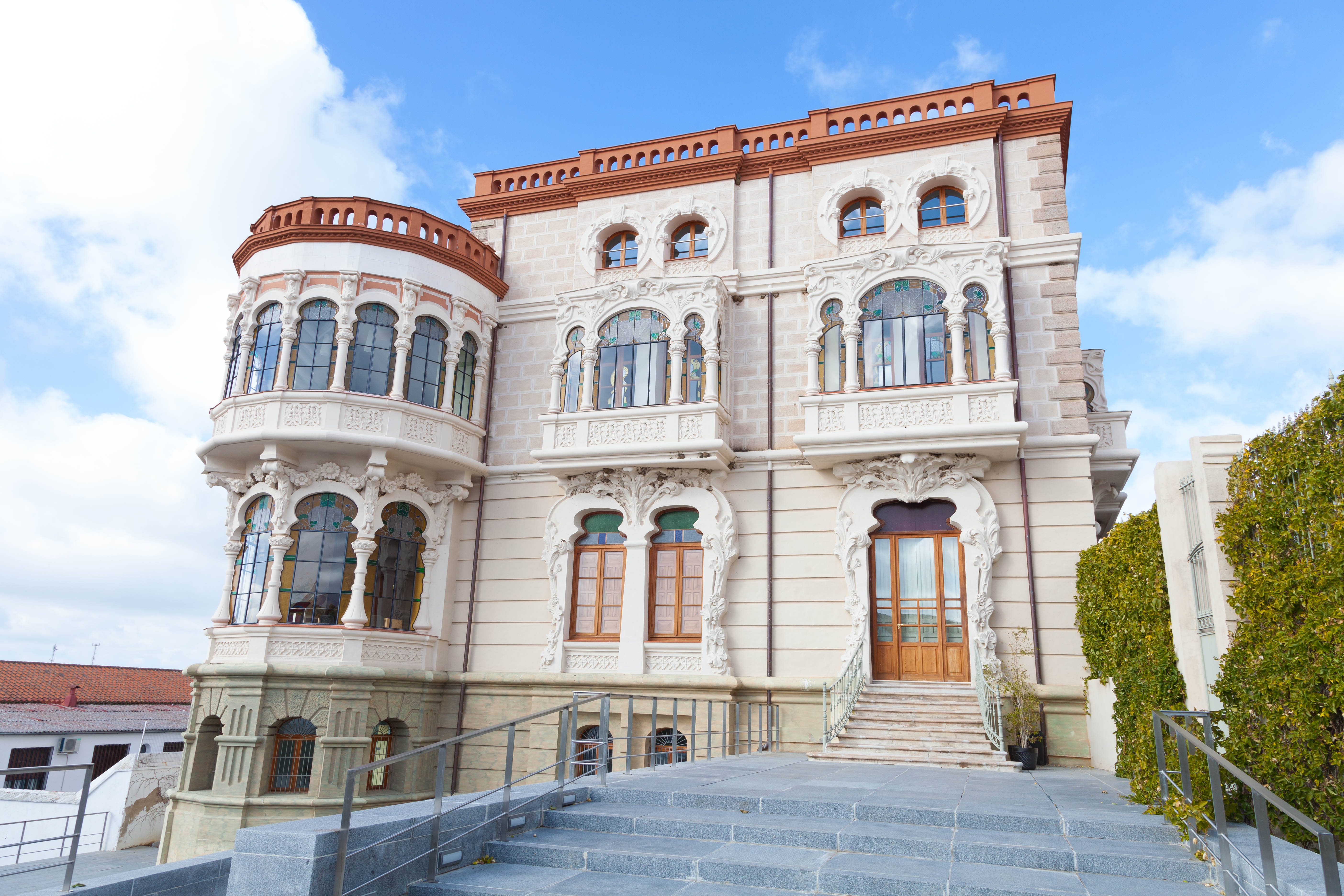
La Casa Cardona, ubicada en Fuente Obejuna, cuya autoría se atribuye a Adolfo Castiñeyra.

De entre todas sus obras sobresalen algunas por su singularidad, como es la Casa Cardona, levantada a comienzos del siglo XX en Fuente Obejuna para el hacendado Pedro Celestino Romero del Santo. Otra de sus obras maestras es el Palacete Teófilo Álvarez Cid en Córdoba, construido entre 1907 y 1908 como residencia del magistrado del magistrado Teófilo Álvarez Cid. En la actualidad acoge la sede del Colegio de Arquitectos. 
Entre 1907 y 1909 se construyó un nuevo edificio sobre las ruinas del antiguo palacio de los duques de Almodóvar del Río. Aunque estaba destinado a convertirse en sede de la Diputación provincial, fue utilizado como sede del gobierno civil casi todo el siglo XX. Finalmente, en 1985 la Diputación cede gratuitamente el edificio a la Junta de Andalucía, quien lo adquiere para la ampliación del Instituto Politécnico de Formación Profesional, desde 1997 conocido como IES Maimónides. Se le conoció coloquialmente como Casa de los Girasoles, debido a que este motivo vegetal se encuentra por toda la decoración del edificio.

## Homenajes
En 1985 la Diputación de Córdoba realizó una exposición en homenaje al arquitecto.